# Fernitz (Gemeinde Fernitz-Mellach)
Fernitz war bis Ende 2014 eine eigenständige Gemeinde mit 3287 Einwohnern (Stand: 31. Oktober 2013) südlich von Graz im Bezirk Graz-Umgebung in der Steiermark (Österreich). Im Rahmen der steiermärkischen Gemeindestrukturreform wurde sie am 1. Jänner der Gemeinde Mellach zur neuen Gemeinde Fernitz-Mellach zusammengeschlossen. Grundlage dafür ist das Steiermärkische Gemeindestrukturreformgesetz – StGsrG.
Bekannt war sie vor allem für die spätgotische Wallfahrtskirche Maria Trost.

## Geografie

### Geografische Lage
Fernitz liegt 10 km südlich von Graz an der Mur.

### Ehemalige Gemeindegliederung
Das Gemeindegebiet umfasste folgende zwei Ortschaften (in Klammern Einwohnerzahl Stand 1. Jänner 2024):
- Fernitz (3145)
- Gnaning (403)

Die Gemeinde bestand aus den Katastralgemeinden Fernitz und Gnaning.

### Ehemalige Nachbargemeinden
| Gössendorf        | Hausmannstätten                             | Empersdorf             |
| Kalsdorf bei Graz | Kompassrose, die auf Nachbargemeinden zeigt | Sankt Ulrich am Waasen |
| Kalsdorf bei Graz | Mellach                                     | Sankt Ulrich am Waasen |

## Geschichte
Im 6. Jahrhundert kamen Slawen aus dem Osten in das Gebiet. Der Name Fernitz zeigt deutlich slawischen Ursprung. 1160 erbauten die Herren von Pranckh eine Kapelle. 1209 wird Fernitz in einer Urkunde unter dem Namen Vorenze (= Ansiedlung am Föhrenbach) erstmals urkundlich erwähnt.
1210 bestätigt Eberhard II., Erzbischof von Salzburg, die Entscheidung des Streites über die Zugehörigkeit der Kirche zu Straßengel. In dieser Urkunde wird wieder die Hube von Vorinze erwähnt. 1482 verpfändet Kaiser Friedrich III. das Ungeld zu Vatersdorf und umher u. a. zu Fernitz um jährlich hundert Pfund an einen Jörg Pettenböck. Die Jahre 1469–1490 waren Schreckensjahre: die Magyaren drangen mit großer Brutalität in das Land ein.
1480 wurde nach dem Türkeneinfall die Kirche von Kaiser Friedrich III. in ihrer heutigen Form als Votivkirche errichtet. Seit dem 1. September 1997 ist Mag. Toni Rindler Pfarrer von Fernitz und Dechant des Dekanates Graz – Land. Mit der Pfarre Fernitz sind die beiden Filialen, Hl. Dreifaltigkeit zu Hausmannstätten und St. Jakob in Enzelsdorf, verbunden. Seit dem 1. Januar 1964 ist Hausmannstätten wieder eine eigenständige Pfarre und  bekam mit GR Josef Ament einen eigenen Pfarrer.
1680 wütete die Pest in Fernitz und raffte viele Bewohner hinweg. Zu dieser Zeit bestand in Fernitz bereits ein Schulhaus, welches zu den ältesten Häusern des Ortes gezählt haben muss. 1826 wurden bei einem Brand das Schulhaus und mit ihm 30 Häuser und 34 Wirtschaftsgebäude vernichtet.
Im Jahr 2009 wurde in Fernitz ein römisches Grab mit einem vermutlich weiblichen Skelett sowie Perlen, einem Glasgefäß und einem Keramiktrinkbecher gefunden. Von einer zugehörigen römischen Siedlung ist nichts bekannt. Am 1. Jänner 2015 wurde Fernitz mit der Gemeinde Mellach zur neuen Gemeinde Fernitz-Mellach zusammengeschlossen.

## Bevölkerungsentwicklung
Fernitz hatte im Jahr 2006 die 3000-Einwohner-Grenze überschritten, laut der letzten offiziellen Zählung 2005 lebten in Fernitz 2.942 Menschen.

## Infrastruktur und Verkehr
Fernitz lag verkehrsgünstig südlich von Graz, viele Hauptverkehrsstraßen lagen in Gemeindenähe, ohne direkt durch die Gemeinde zu führen.

### Straße
Die Pyhrn Autobahn (A9) war in rund 5 km über die Anschlussstelle Kalsdorf (194) zu erreichen. Die Süd Autobahn (A2) führte zwar in Gemeindenähe vorbei, war aber nicht direkt zu erreichen. Die nächstgelegene Anschlussstelle war Graz-Flughafen/Feldkirchen (183) in etwa 7 km Entfernung.
Auch an das Netz der ehemaligen Bundesstraßen war Fernitz gut angeschlossen. So waren die Grazer Straße (B 67) in etwa 2 km im Nachbarort Kalsdorf und die Kirchbacher Straße (B 73) in etwa 2 km im Nachbarort Hausmannstätten zu erreichen.

### Eisenbahn
Fernitz hatte keinen eigenen Bahnhof. Der nächstgelegene Bahnhof befand sich im Nachbarort Kalsdorf in ca. 3 km Entfernung und bot Zugang zur Österreichischen Südbahn.

### Flughafen
Der Flughafen Graz war ca. 5 km entfernt.

## Kultur und Sehenswürdigkeiten

### Maria Trost zu Fernitz

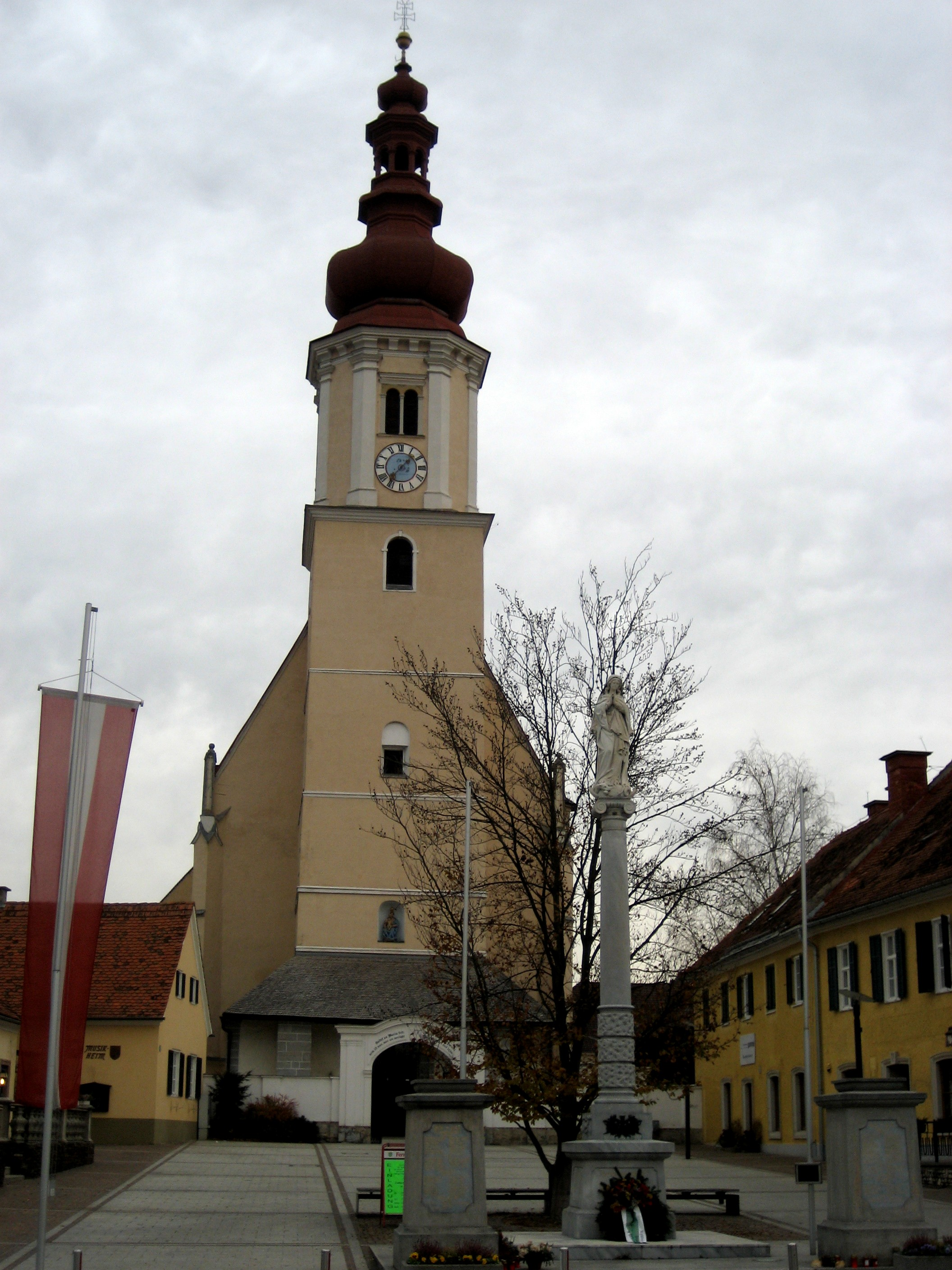
Wallfahrtskirche Maria Trost (November 2006)

Die bekannteste Sehenswürdigkeit ist Ortes war die spätgotische Wallfahrtskirche Maria Trost.

### Erzherzog-Johann-Park
1966 wurde durch die Kanalisation, Aufschüttung und Trockenlegung der etwa 12.000 m² umfassenden versumpften Dorfwiese, in die bis dahin Abwässer geleitet wurden, ein Park im Dorfzentrum angelegt. Der neu errichtete Park samt Springbrunnen aus vier Fontänen in einem viereckigen Becken wurde im Jahr darauf eröffnet.
Im Erzherzog-Johann-Jahr 1982 erhielt der Dorfpark im Gedenken an den steirischen Prinzen seinen heutigen Namen Erzherzog-Johann Park.
Nach drei Jahren Projektierung und drei weiteren Monaten Ausführung wurde im Zuge der Ortskernerneuerung 1999 auch der Park neu gestaltet. Neben Neubepflanzungen und Wahrung alter Baumbestände wurden die Flanierwege sowie der Brunnen erneuert. Mit diesem Projekt wurde die Gemeinde im Jahr 2000 mit dem steirischen Ortserneuerungspreis ausgezeichnet.
Im Frühjahr 2006 wurde der Park mit Funkien-Themengärten erweitert. Zu den ca. 200 Funkiensorten wurde ungefähr 4000 Begleitpflanzen gesetzt. Somit ist der Erzherzog-Johann-Park in seiner Art österreichweit einzigartig.
Für dieses Bemühen wurde die Gemeinde Fernitz in den Jahren 2004, 2008, 2009, 2011, 2013 und 2014 Fernitz zum „schönsten Blumendorf der Steiermark“ gewählt.
Weitere Sehenswürdigkeiten
- Tierpark Aumühle

## Politik

### Gemeinderat
Der Gemeinderat von Fernitz bestand aus 21 Mitgliedern und setzte sich wie folgt zusammen:
- 15 ÖVP – stellte zuletzt den Bürgermeister und den Vizebürgermeister
- 5 SPÖ
- 1 FPÖ

### Bürgermeister
Letzter Bürgermeister war bis zum 31. Dezember 2014 Karl Ziegler (ÖVP), Vizebürgermeister Hans Berghold (ÖVP) und Herbert Cartschenko (SPÖ).
- 1849–1855 Matthäus Karner
- 1855–1869 Ferdinand Heinrich
- 1869–1870 Josef Kollmann
- 1870–1874 Peter Zechner
- 1874–1881 Anton Truchseß
- 1881–1888 Ferdinand Heinrich
- 1894–1919 Franz Purkarthofer sen.
- 1919–1938 Franz Purkarthofer jun.
- 1938–1945 Franz Erben
- 1945–1945 Ferdinand Kohlhammer
- 1945–1947 Johann Weingraber
- 1947–1965 Albert Praßl
- 1965–1988 Alfred Wenemoser
- 1988–1995 Karl Großschädl
- 1995–2014 Karl Ziegler

### Wappen
Blasonierung: Über von Grün und Gold gespaltenem Schildfuß gespalten; vorne in Gold eine blaue heraldische Lilie, hinten in Grün ein silbernes Sech.
Die Farbe Grün steht hier als Symbol der Fruchtbarkeit des Grazer Feldes, während die goldene Farbe die „goldenen Ähren“ verkörpert. Das Sech steht für den im 19. Jahrhundert erfundenen „Fernitzer Pflug“ und war ein wesentlicher Bestandteil desselben. Die blaue Lilie verkörpert die heilige Maria, die auch namensgebend für die Wallfahrtskirche Maria Trost (Fernitz) ist.

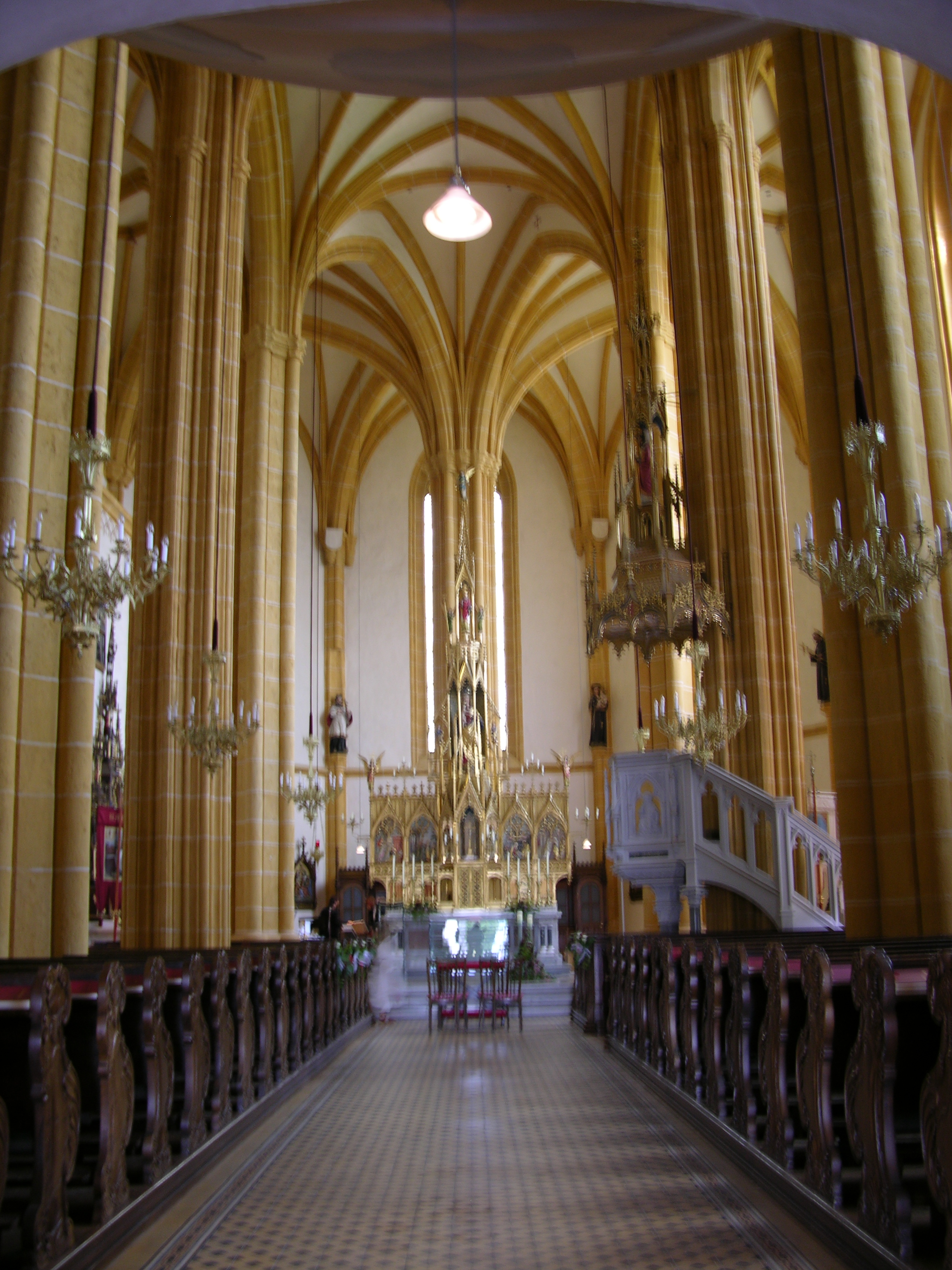
Kircheninnenraum (Hauptschiff)

## Persönlichkeiten der ehemaligen Gemeinde

### Bekannte Einwohner
- Andy Töfferl (1955–2012), Musiker, lebte zuletzt in Fernitz

### Ehrenbürger
- 1919 Franz Purkarthofer sen., Bäckermeister
- 1935 Kaplan Josef Pürstner-Glockner
- 1934–1938 Otto von Habsburg, Kronprinz von Österreich-Ungarn
- 1934–1938 Kurt Schnussnigg, Bundeskanzler des Bundesstaates Österreich
- 1934–1938 Ernst Rüdiger von Starhemberg,  österreichischer Politiker und Heimwehrführer
- 1934–1938 Egon Berger-Waldenegg, österreichischer Politiker
- 1952 Franz Purkarthofer jun., Bürgermeister von Fernitz
- 1958 Josef Krainer sen., Landeshauptmann (Ehrenbürger von Gnaning)
- 1970 Albert Praßl, Bürgermeister von Fernitz
- 1984 Hans Gross (1930–1992), Landeshauptmann-Stellvertreter
- 1989 Alfred Wenemoser, Bürgermeister von Fernitz
- 1989 Josef Kainz, Bürgermeister-Stellvertreter von Fernitz
- 1989 Maximilian Purkarthofer, Gemeindekassier von Fernitz
- 2010 Marianne Graf, Präsidentin von AAP, Honorarkonsulin der Rep. Albanien